# جایزه امی ساعات پربیننده بازیگر زن مهمان در مجموعه تلویزیونی کمدی
جایزه امی ساعات پربیننده بازیگر زن برجسته مهمان در یک سری کمدی جایزه تلویزیونی‌ایی است که هرساله توسط آکادمی علوم و هنرهای تلویزیون به بازیگر زن برجسته مهمان در یک سری کمدی اعطا می‌شود.

## دهه ۱۹۸۰
- ۱۹۸۶ - راسکو لی براون (جایزه امی ساعات پربیننده بازیگر برجسته مهمان در یک سری کمدی)
- ۱۹۸۷ - آرت کارنی (جایزه امی ساعات پربیننده بازیگر برجسته مهمان در یک سری کمدی)
- ۱۹۸۸ - بیه ریچاردز
- ۱۹۸۹ - کالین دوهرست

## دهه ۱۹۹۰
- ۱۹۹۰ - سوزی کورتز
- ۱۹۹۱ - کالین دوهرست
- ۱۹۹۲ - جایزه‌ای اعطا نشد
- ۱۹۹۳ - تریسی آلمن
- ۱۹۹۴ - ایلین هکارت
- ۱۹۹۵ - سیندی لاپر
- ۱۹۹۶ - بتی وایت
- ۱۹۹۷ - کارول برنت
- ۱۹۹۸ - اما تامسون
- ۱۹۹۹ - تریسی آلمن

## دهه ۲۰۰۰
- ۲۰۰۰ - جین اسمارت
- ۲۰۰۱ - جین اسمارت
- ۲۰۰۲ - کلوریس لیچمن
- ۲۰۰۳ - کریستینا اپل‌گیت
- ۲۰۰۴ - لورا لینی
- ۲۰۰۵ - کاترین جوستن
- ۲۰۰۶ - کلوریس لیچمن
- ۲۰۰۷ - الین استریچ
- ۲۰۰۸ - کاترین جوستن
- ۲۰۰۹ - تینا فی

## دهه ۲۰۱۰
- ۲۰۱۰ - بتی وایت
- ۲۰۱۱ - گوئینت پالترو
- ۲۰۱۲ - کتی بیتس
- ۲۰۱۳ - ملیسا لیو
- ۲۰۱۴ - اوزو ادوبا